# Cian O'Connor
Cian O'Connor (Dublin, 12 november 1979) is een Ierse ruiter.
O'Connor won op de Olympische Spelen in Athene (2004) de gouden medaille bij het springen. Hiermee werd de Ier samen met zijn paard Waterford Crystal ineens een nationale bekendheid, aangezien weinig Ieren medailles winnen bij de Spelen. In oktober 2004 kwam aan het licht dat Waterford Crystal bij de dopingcontroles positief reageerde op bepaalde verboden middelen. Nadat de B-monsters van het paard gestolen bleken te zijn, werd O'Connor gediskwalificeerd vanwege het vermoede dopinggebruik van zijn paard.
Later bleek dat het paard inderdaad verboden middelen had gebruikt, maar dat deze middelen geen prestatiebevorderend effect hebben. Bovendien waren deze middelen op legale wijze voorgeschreven aan het paard. O'Connor en zijn advocaat trokken zijn bezwaarschriften tegen de antidopingautoriteiten in juni 2005 in. Hierna moest hij zijn gouden medaille inleveren en werd hij drie maanden geschorst. Ook het Ierse landenteam werd uit de uitslagen geschrapt. De Braziliaanse ruiter Rodrigo Pessoa kreeg hierna de olympische titel toegekend.
O'Connor won op de Olympische Zomerspelen 2012 in Londen de bronzen medaille bij het springen. Hij moest het zilver laten aan Gerco Schröder.
In de zomer van 2002 raakte O'Connors 22-jarige vriendin Hazel O'Callaghan ernstig gewond toen ze een paard uit een paardentrailer wilde halen. Het paard schopte haar en ze overleed later aan haar verwondingen.